# Ahmad Fatfat
 (juillet 2009).
Si vous disposez d'ouvrages ou d'articles de référence ou si vous connaissez des sites web de qualité traitant du thème abordé ici, merci de compléter l'article en donnant les références utiles à sa vérifiabilité et en les liant à la section « Notes et références ».
Ahmad Fatfat (né à Syr Denniyé en 1953) est un homme politique libanais.
Médecin de formation (il fit ses études en Belgique), il est depuis 1996 député de la circonscription de Denniyé au Nord du Liban et appartient au Courant du Futur de Saad Hariri. Nommé ministre de la Jeunesse et des Sports en juillet 2005 dans le gouvernement de Fouad Siniora, il devient ensuite ministre de l'Intérieur par intérim du Liban. Il possède la nationalité belge depuis 1986.
À la suite des émeutes causées par l'affaire des caricatures et à l'incendie de l'ambassade danoise à Beyrouth le 5 février 2006, le précédent ministre de l'Intérieur, Hassan Sabeh, a démissionné.
Ahmad Fatfat est une personnalité contestée. Ses partisans soutiennent qu'il fait preuve d'autorité, alors que ses opposants lui reprochent son manque de détermination et une politisation de l’action des forces de sécurité intérieure.
Proche des milieux salafistes, il tient un discours discriminatoire à l'égard de la communauté chiite.
Lors de la guerre en 2006, Fatfat a défendu les soldats libanais qui ont été filmés alors qu'ils servaient le thé aux soldats israéliens lors de la  bataille de Marjayoun. Cet épisode est souvent ridiculisé par les opposants politiques de Fatfat.
Le 24 novembre 2006, à la suite de l'assassinat du ministre Pierre Amine Gemayel et afin d'assurer la majorité des deux tiers au sein du gouvernement de Fouad Siniora, Hassan Sabeh revient sur sa démission. Il retrouve alors son poste de ministre de la Jeunesse et des Sports et rend le ministère de l'Intérieur à son titulaire initial.

## Source
1. 1 2  (ar) http://www.moim.gov.lb